# Nicolas Faucier
Nicolas Faucier, né le 30 mars 1900 à Orléans (Loiret) et mort le 20 juin 1992 à Saint-Nazaire (Loire-Atlantique), est un ouvrier mécanicien, outilleur puis correcteur de presse français, anarcho-syndicaliste.
Militant communiste libertaire, antimilitariste et pacifiste, il est un des principaux animateurs de l’anarchisme français dans l’entre-deux-guerres.

## Biographie
Fils d'un ouvrier, il est le sixième d'une famille de dix enfants.
Après avoir obtenu le certificat d’études, il commence à travailler, à l'âge de douze ans, dans un garage à Orléans.
En 1918, il s'engage, pour trois ans, comme matelot dans la Marine nationale.
En février 1919, il est affecté comme mécanicien sur le cuirassé Lorraine stationné dans le Bosphore. Il assiste aux mutineries de la mer Noire. Sa participation à des manifestations de solidarité avec les marins mutinés de la mer Noire lui valut le cachot et le transfert sur un autre navire.

### Syndicaliste révolutionnaire
Démobilisé en 1921, il revient à Orléans et travaille dans une usine d’automobiles. En 1922 il adhère à la Confédération générale du travail unitaire.
En 1923, il s’installe à Argenteuil (Val-d’Oise), où il adhère au groupe anarchiste local. Il quitte la CGTU et adhère à l’Union fédérative des syndicats autonomes dont le secrétaire est Pierre Besnard.
En octobre 1923, il entre aux usines Renault de Billancourt. Délégué au comité de l’usine, il organise une grève et, le 12 mai 1925, il est licencié.

### Militant anarchiste
Militant de l’Union Anarchiste Communiste (UAC), il est partisan de l’organisation et de la plateforme dite d’Archinov. Lors du congrès tenu à Paris en 1927, où l'UAC devient Union Anarchiste Communiste Révolutionnaire (UACR) il est nommé administrateur du journal Le Libertaire et gérant de La Librairie Sociale.
Au sein du Comité d’Entraide, il joue un rôle de premier plan, aux côtés de Louis Lecoin  et de René Boucher ancien secrétaire du Syndicat des correcteurs, dans la campagne en faveur de Nicola Sacco et Bartolomeo Vanzetti ainsi qu'en soutien aux militants étrangers dont l'Ukrainien Nestor Makhno gravement malade, ou les Espagnols Buenaventura Durruti, Francisco Ascaso et Gregorio Jover du groupe Los Solidarios.
Il rencontre Alice Boucher, qu'il épouse le 14 juin 1931.
Lors des manifestations des Ligues d'extrême droite en février 1934, il représente l’UACR au Centre de liaison des forces antifascistes qui anime la grève générale du 12 février.
En mai 1934, l’UACR devient l'Union anarchiste ; il y est nommé à la commission administrative et au comité de rédaction du Libertaire aux côtés, notamment, de Sébastien Faure, Louis Anderson et René Frémont
Admis comme stagiaire au Syndicat des correcteurs en juin 1934, il commence à travailler au Journal officiel. Le 1er juillet 1935, il est définitivement admis au Syndicat des correcteurs.
En 1936, lors du Front populaire, il est responsable de la page syndicale du Libertaire où il rend compte du mouvement d’occupations des usines. Le 3 juillet, alors que la vague de grève est passée et que la perspective révolutionnaire s’éloigne, il propose la revendication de « contrôle ouvrier » sur les usines.

### Révolution sociale espagnole de 1936
Dès l’été 1936, il est particulièrement actif dans le soutien à la révolution espagnole. Fin août 1936 il est, avec Louis Lecoin, l’un des fondateurs du Comité pour l’Espagne libre. Il quitte son emploi de correcteur au Journal officiel pour assurer la permanence du Centre de ravitaillement des milices antifascistes d’Espagne.
Le 22 novembre 1936, il est présent aux obsèques de Durruti à Barcelone.
En novembre 1937, il est nommé trésorier de la section française de la Solidarité internationale antifasciste (SIA) qui  compte jusqu’à quinze mille adhérents et publie l’hebdomadaire SIA. La SIA, outre l’aide en argent, vivres, armes et médicaments aux révolutionnaires espagnols, contribue également à l’entretien, près de Llansa, de la Colonie Ascaso Durruti qui, à partir de février 1937, accueille plus de trois cents enfants pour la plupart orphelins de guerre.

### Antimilitariste et pacifiste
En avril 1938, il est membre du Centre syndical d’action contre la guerre puis du Comité de liaison contre la guerre. Dans Le Libertaire du 15 septembre 1938, au moment des accords de Munich, il cosigne avec Louis Lecoin une déclaration pour laquelle ils sont inculpés de « provocation de militaires à la désobéissance », et condamnés par défaut, le 12 décembre, à six mois de prison et deux cents francs d’amende, jugement confirmé en avril 1939. À la suite d'articles antimilitaristes publiés dans SIA, il est à nouveau condamné par défaut, le 31 juillet 1939, à deux ans de prison et cent francs d’amende.
En septembre 1939, il participe avec Albert Dremière et Louis Lecoin à l'impression et à la distribution du tract Paix immédiate tiré à cent mille exemplaires.
Dès le 3 septembre, il écrit au gouverneur de Paris qu’il ne répondrait pas à l’ordre de mobilisation. Il est arrêté le 8 octobre. Incarcéré d’abord à la Santé, il est ensuite transféré successivement à Lorient, à la prison du Cherche-Midi et enfin au camp militaire d’Avord (Cher).
Le 14 mars 1940, pour l’article paru dans Le Libertaire de septembre 1938, il est condamné à dix huit mois de prison.
Le 11 avril 1940, il est condamné devant le tribunal militaire d’Orléans, à trois ans de prison pour insoumission.
Interné d’abord à Orléans puis à Poissy, il est transféré à Fontevrault. À la fin de sa peine, le 5 février 1943, après quarante deux mois de détention, il est maintenu en détention administrative sur ordre des autorités allemandes. Il est transféré au camp de Rouillé (Vienne) où il arrive le 6 juillet 1943 : « On m’introduisit dans le baraquement des politiques no 15 où l’on circulait au milieu de deux rangées de châlits superposés. On m’en désigna un, véritable pucier, où ces petits insectes s’en donnèrent à cœur joie sur ma personne toute la nuit ».
Le 1er août, il est désigné avec une centaine d’autres prisonniers pour être transféré dans une carrière près de Neuville (Vienne) où l’Organisation Todt construit une usine souterraine. Le 12 décembre 1943, il s'en évade. Parvenu à pied à Poitiers, il réussit à prendre un train pour Orléans où il se cache chez un couple de militants anarchistes. Muni de faux papiers au nom de Georges Berger, il vit de travaux clandestins jusqu’à la Libération.
Dès septembre 1944, il reprend son métier de correcteur et son militantisme syndical. Membre du Comité syndical des correcteurs, il est délégué au congrès fédéral en 1945. Il collabore au Libertaire mais n’adhère pas à la nouvelle Fédération anarchiste.
En juin 1948, il adhère au groupe pacifiste Les artisans de la paix.
Au début des années 1950, il participe au Cercle Zimmerwald fondé par Maurice Chambelland, au noyau éditant la revue La Révolution prolétarienne, à la coopérative des Éditions Syndicalistes ainsi qu’au regroupement Pour un mouvement syndical uni et démocratique (PMSUD).
Il participe activement au soutien à Louis Lecoin en faveur du statut d'objecteur de conscience.
Retraité en juin 1968, il part pour Saint-Nazaire avec sa compagne Alice, d’où il collabore à de nombreux titres de la presse libertaire et préside la section départementale de La Libre pensée.
Nicolas Faucier fait don de ses archives au Centre d'histoire sociale du XXe siècle de l'Université Panthéon-Sorbonne.

## Œuvres
- La Presse quotidienne. Ceux qui l’inspirent. Ceux qui la font, Les Éditions syndicalistes, 1964.
- Souvenirs d'un permanent anarchiste, 1927-1929, Paris, Éditions Ouvrières, 1973[5].
- Les ouvriers de Saint-Nazaire, Les Éditions syndicalistes, 1976.
- Pacifisme et antimilitarisme dans l’entre-deux guerres, Éditions  Spartacus, 1983, « notice éditeur ».
- Dans la mêlée sociale. Itinéraire d’un anarcho-syndicaliste, mémoires, Éditions La Digitale, 1988.

### Articles
- Le Libertaire[6].

## Hommage
- Le 22 août 2008, La Libre pensée inaugure une plaque commémorative sur la dernière maison qu'il a habitée au 13 rue de Mexico à Saint-Nazaire[7]

### Notices
- Notices d'autorité :   - VIAF
  - ISNI
  - BnF (données)
  - IdRef
  - LCCN
  - Pays-Bas
  - Israël
  - WorldCat
- ISNI : 0000000081590209.
- Dictionnaire des anarchistes, « Le Maitron » : notice biographique.
- Dictionnaire biographique, mouvement ouvrier, mouvement social, « Le Maitron » : notice biographique.
- Dictionnaire international des militants anarchistes : notice biographique.
- Centre d'histoire sociale du XXe siècle : notice.